# غار یخی دوبشینا
غار یخی دوبشینا (اسلواکی: Dobšinská ľadová jaskyňa, مجاری: Dobsinai-jégbarlang) یک غار یخی در اسلواکی، در شهر معدنی دوبشینا است. از سال ۲۰۰۰، این غار به دلیل تشکیلات در غار و زیبایی طبیعی، بخشی از فهرست میراث جهانی یونسکو در سایت مجموعه غارهای آگتلک و اسلوواک بوده است.